# Španjolski trg
Španjolski trg je jedan od trgova u središtu Rima. Nalazi se u podnožju Španjolskih stuba. Na trgu se nalazi Fontana della Barcaccia koja je oblika čamca napunjenog vodom, kojeg je projektirao Pietro Bernini 1627. – 1629., otac Lorenza Berninia. 
Čamac izgleda kao da je nasukan, a prema predaji aludira na velike poplave rijeke Tibra 1598., kada je jedan čamac nasukan u podnožju brežuljka Pincio. 
Na južnom dijelu trga, koji se obično naziva Piazza Mignanelli, nalazi se obelisk u slavu Bezgrešnom začeću, postavljen 1857. godine.
Pored trga nalazi se stanica rimske podzemne željeznice, linija A. 

## Vanjske poveznice
- Piazza di Spagna.it